# Miskolc
Miskolc là thành phố ở đông bắc Hungary, thủ phủ của hạt Borsod-Abaúj-Zemplén và trung tâm vùng của Bắc Hunggary. Thành phố này nằm bên sông Sajó. Thành phố này có diện tích 236,68 km², dân số năm 2010 là 170.000 người, là thành phố lớn thứ 4 quốc gia này (sau Budapest, Debrecen và Szeged).
Miskolc nằm ở chân núi phía đông của núi Bükk ở một đèo có tên là Cổng Miskolc. Thành phố Miskolc là trung tâm công nghiệp quan trọng thứ hai của Hungary, sau thủ đô Budapest. Thành phố có các ngành công nghiệp như: thép, máy móc, giấy, dệt, thuốc lá, rượu nho, đầu máy, xi măng, xe tải. Thành phố có đại học công nghiệp nặng, nhạc viện, đại học luật. Các công trình kiến trúc nổi bật có: nhà thờ theo kiến trúc Gothic thế kỷ 13, bảo tàng với các hiện vật thời kỳ đồ đồng và thời kỳ Scythy. Thành phố này bị quân Mông Cổ chiếm vào thế kỷ 13, quân Ottoman chiếm vào thế kỷ 17 và 18.